# Lucas Grandin
 (janvier 2018).
Si vous disposez d'ouvrages ou d'articles de référence ou si vous connaissez des sites web de qualité traitant du thème abordé ici, merci de compléter l'article en donnant les références utiles à sa vérifiabilité et en les liant à la section « Notes et références ».
Lucas Grandin, né en 1976 au Mans, en France est un artiste français.

## Biographie
Lucas Grandin vit et travaille en Sarthe. Tour à tour artiste, curateur, professeur d’art, activiste et activateur de projets, il développe une démarche mêlant le son, la vidéo, la lumière et le low-tech, avec une attention particulière portée à l’urbanisme et à l’architecture.
Après avoir étudié à l’école supérieure des Beaux-Arts du Mans où il obtient son DNSEP en 2001, Lucas Grandin expérimente d’abord le son comme matière première de son travail, sous différentes formes : installations vidéo et sonores, in situ, performances, machines détournées, etc. Pour lui, le son, qu’il soit bruit, musique, idée ou matière, est autant une énergie naturelle qu’un message ou une revendication sociale. Sa démarche se nourrit de la récupération et du recyclage, qu’ils soient matériels ou idéologiques (copyleft, low-tech). La création intervient ensuite au niveau de l’assemblage des propos et des matières autour de l’objet en question. À contre-courant d’une idée d’art fragile, précieux et mercantile, ses projets s’inscrivent dans une démarche ludique et sociale de rencontre d’idées.

L’ancrage de son travail dans le bricolage et la récupération l’a, sans détour, amené à confronter sa pratique à l’espace urbain. 

À Douala (Cameroun) il a présenté Douala Feed Back (2005), Le Zébu de Douala (2007) et Le jardin sonore de Bonamouti (2010). Ce dernier a été de nouveau réalisé à São Tomé, Nantes (France) et Angers (France). Parmi ses projets collaboratifs, on compte le PUB (Pavillon Urbain de Bonanjo), le P.I.A.F. (Pèlerinage des Idoles de l'Assourdissant Fracas) et C.A.I.R.E. (Collectif Artistique/Architectural d’Interventions Responsables et Éthiques).
Lucas Grandin est co-curateur de l’exposition Making Douala, présentée à Dakar, Rotterdam, Gand, Nantes et Bâle.
En 2013, il obtient le 1er prix de l’Audace Artistique, remis par le Président de la République française, pour son projet avec l’école Jean Moulin et les centres d’Art La Criée et doual’art. 
En 2014, Le Jardin Sonore de Bonamouti fait partie de la sélection Beaux-Arts Magazine « Guide des plus beaux voyages Arty, Tour du Monde en 20 étapes des chefs-d’œuvre en harmonie avec la nature ». Il a été aussi présenté dans le Booklet Across The Board de la Tate Modern, dans l’édition de BoZAR Brussel, Visionary Urban Africa et dans DOMUS. Son travail a été montré dans différentes expositions en France, au Portugal, au Cameroun, au Canada, au Mexique, à São Tomé, aux États-Unis et dans différentes biennales et triennales. De mai à octobre 2016, il fait partie des artistes présentés dans l’exposition internationale La nouvelle Eve à la Briqueterie de St Brieuc (France).

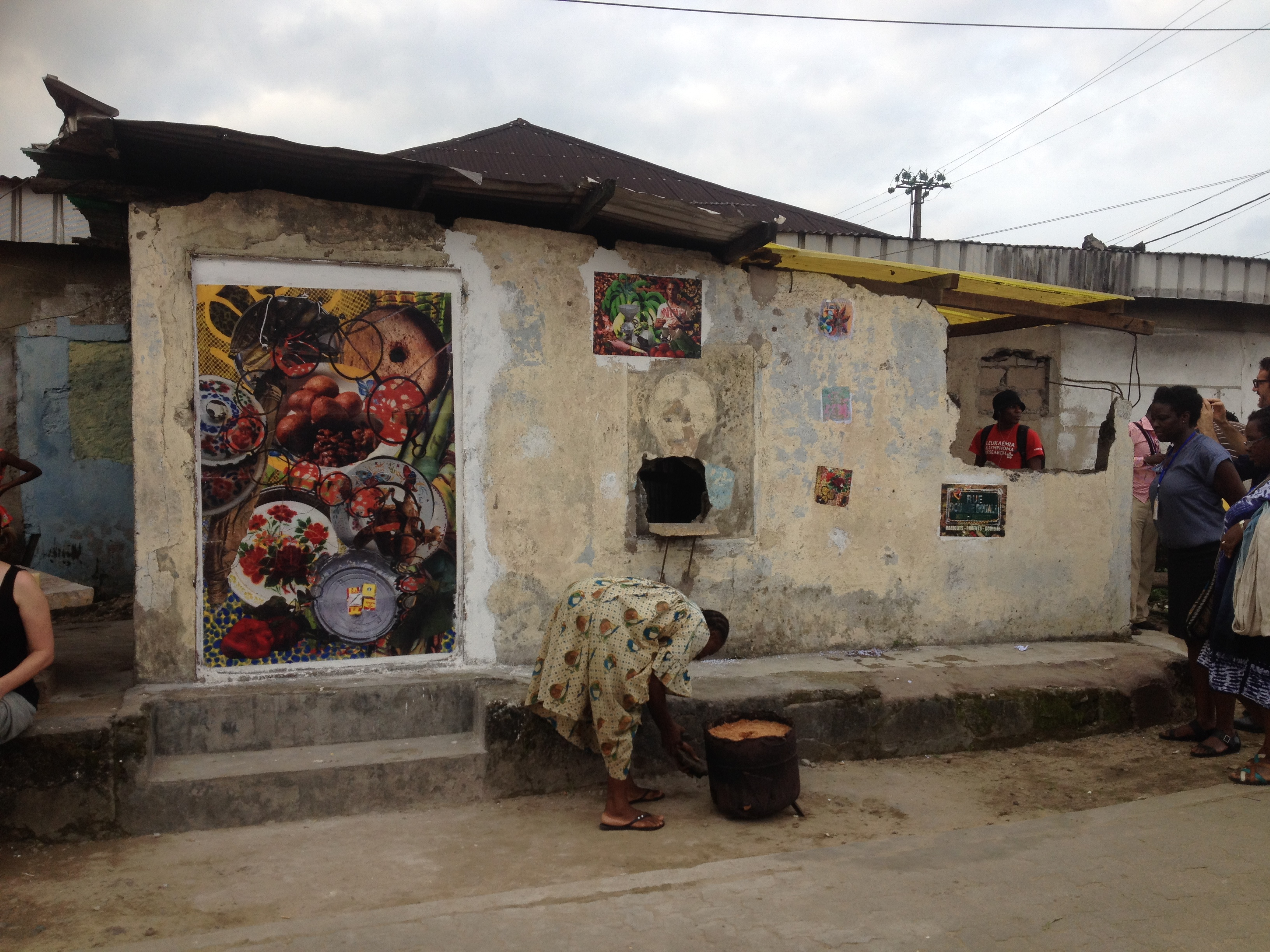
C.A.I.R.E. Bonamouti pendant le SUD Salon Urbain de Douala
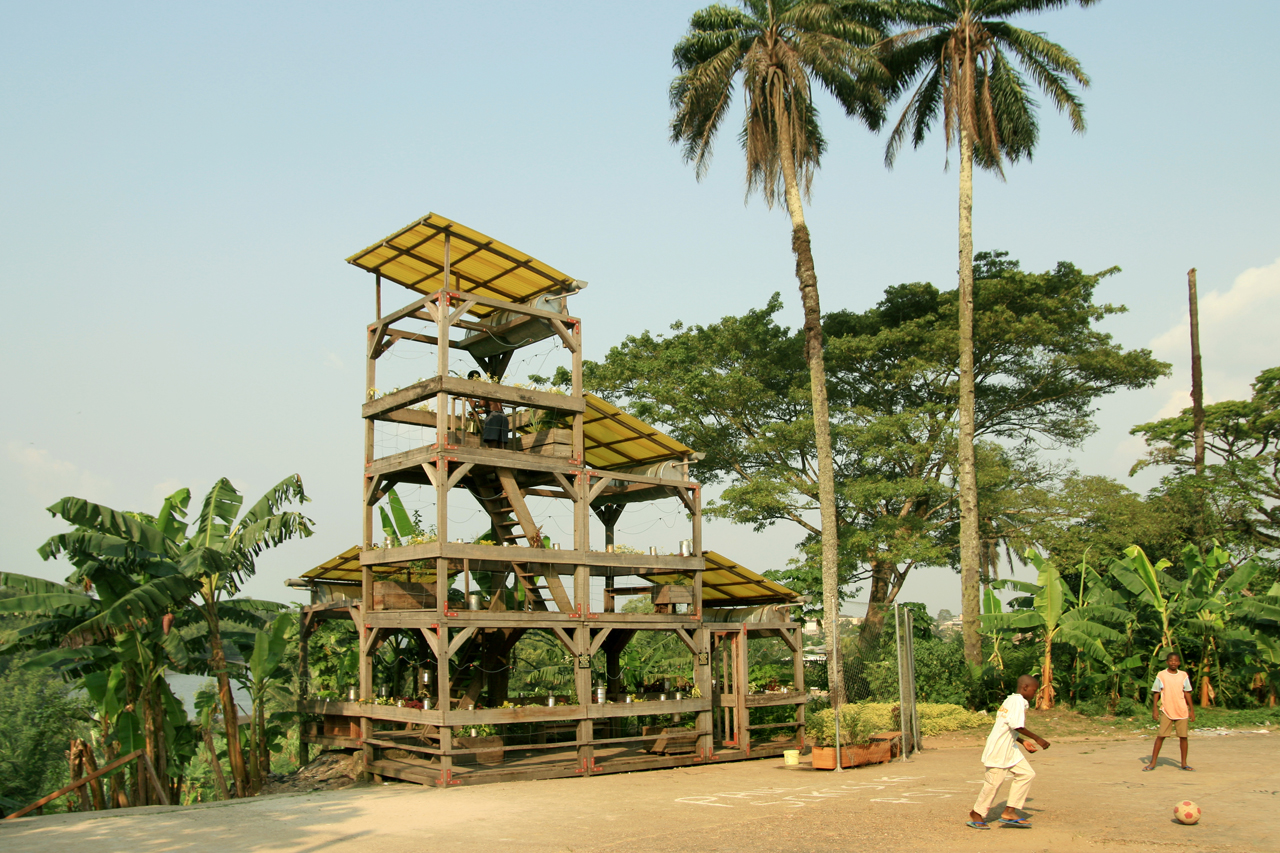
Le Jardin Sonore (vue d'ensemble)
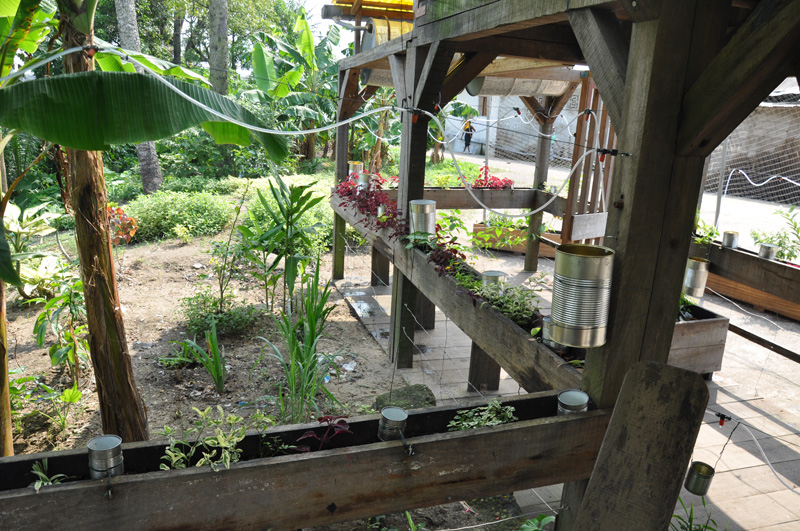
Le Jardin Sonore (détail)
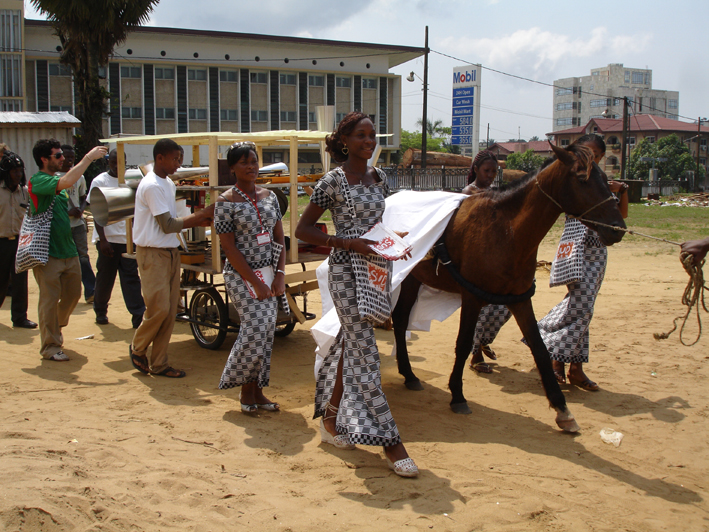
Le Zébu de Douala